# Ханеман II фон Цвайбрюкен-Бич
Ханеман II (Йоханес) фон Цвайбрюкен-Бич (на немски: Hannemann (Johannes) II von Zweibrucken-Bitsch; * ок. 1380; † ок. 1418) е граф на Графство Цвайбрюкен-Бич (1400 – 1418).

## Произход
Той е син на граф Ханеман I (Йоханес) фон Цвайбрюкен-Бич († 1399/1400) и първата му съпруга Елизабет фон Лайнинген († 1375/1385), дъщеря на граф Фрдрих (Емих) VIII фон Лайнинген-Дагсбург († 1397) и графиня Йоланта фон Бергхайм-Юлих († 1387). Внук е на граф Симон I фон Цвайбрюкен-Бич († 1355) и третата му съпруга Агнес фон Лихтенберг († 1378).
Брат е на граф Симон Векер IV (III/V) († 1407) и на Фридрих († сл. 1419), катедрален кантор в Щрасбург. Той има две сестри Агнес († сл. 1384), омъжена за граф Йохан III фон Финстинген († сл. 1443), и Елизабет († сл. 1412), омъжена 1405 г. за Фридрих фон Оксенщайн († 1411).
Той управлява първо заедно с брат си Симон Векер IV (III/V) Векер († 1407).

## Фамилия
Ханеман II (Йоханес) фон Цвайбрюкен-Бич се жени на 21 юли 1409 г. за Имагина фон Йотинген († 8 септември 1450), дъщеря на граф Фридрих III фон Йотинген и втората му съпруга Еуфемия фон Силезия-Мюнстерберг. Те имат децата:
- Симон V (IV/VI) Векер фон Цвайбрюкен-Бич († сл. 1426), граф на Цвайбрюкен, господар на Бич, женен за Елизабет фон Марк († сл. 1479), дъщеря на Еберхард II фон Марк-Аренберг († 1440/1454)
- Фридрих II фон Цвайбрюкен-Бич († октомври 1474), граф на Цвайбрюкен-Бич, женен 1435 г. за рауграфиня Анна фон Салм-Нойенбаумберг († сл. 1457)
- Ханеман (fl. 1420).
- Агнес († сл. февруари 1454), сгодена на 3 март 1429, омъжена на 15 юли 1435 г. за граф Рудолф фон Лайнинген-Риксинген († 1475), син на граф Йохан фон Лайнинген-Риксинген
- деца